# Naissance en 1186
Naissance
- 1182
- 1183
- 1184
- 1185
- 1186
- 1187
- 1188
- 1189
- 1190

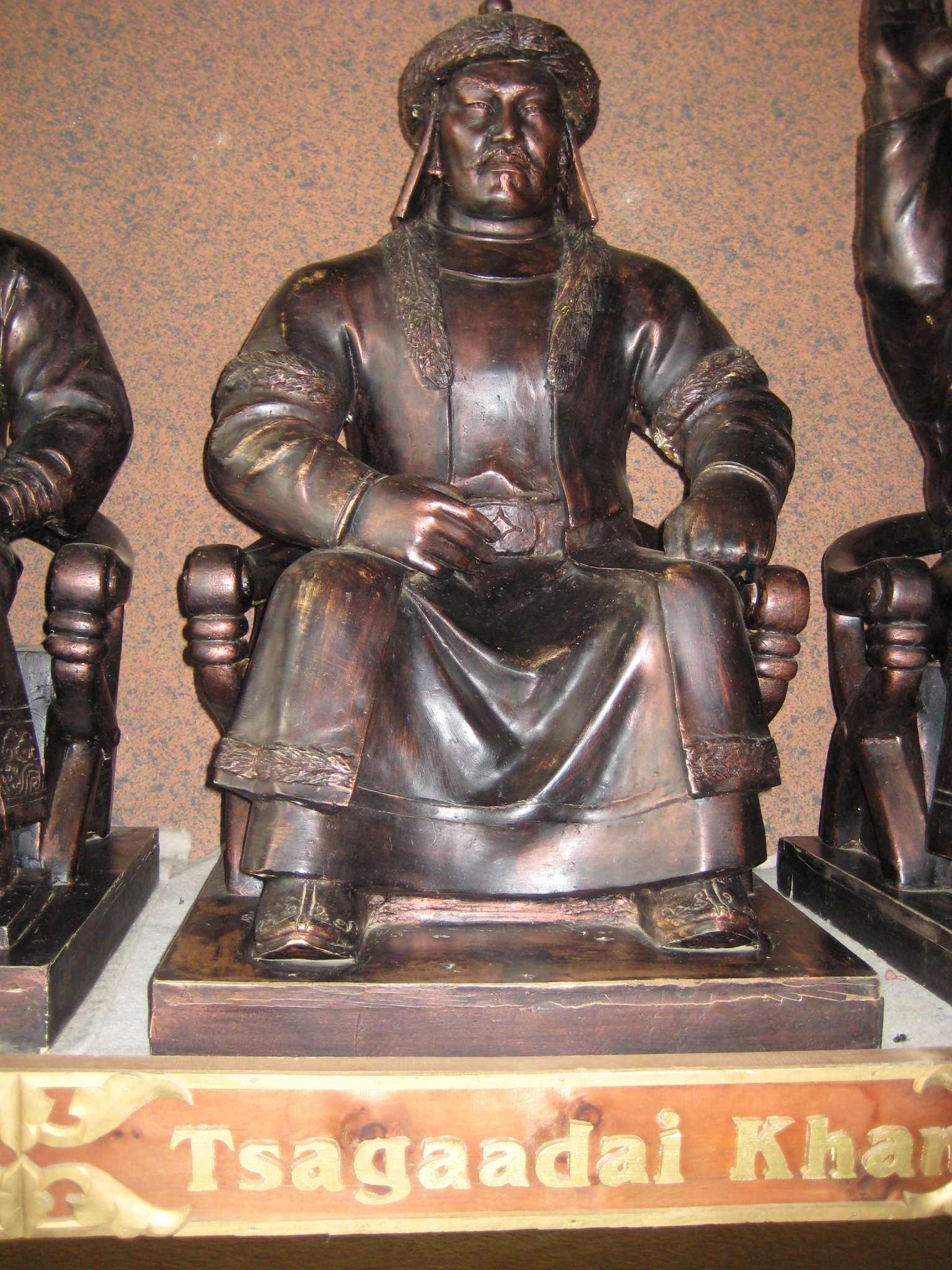
Statue de Djaghataï, né en 1186.

Cette page dresse une liste de personnalités nées au cours de l'année 1186 :
- juillet : Ermesinde Ire de Luxembourg, comtesse de Luxembourg, de La Roche et de Durbuy puis aussi marquise d'Arlon, fondatrice de l'abbaye de Clairefontaine.

- Baha' al-din Zouhaïr, poète arabe.
- Ibn Amira, ou Abū l-Muṭarrif Aḥmad ibn ʿAbd Allāh ibn Muḥammad ibn al-Ḥusayn ibn Aḥmad ibn ʿAmīra al-Maẖzūmī, historien, poète et juriste andalou.
- Iziaslav IV de Kiev, ou Iziaslav Vladimirovitch, ou encore Iziaslav de Sierwersk, Grand-prince du Rus' de Kiev de la dynastie des Riourikides.
- Sancie d'Aragon, princesse aragonaise devenue par mariage comtesse de Toulouse et marquise de Provence.
- Sibt ibn al-Jawzi, auteur d’une histoire universelle intitulée Miraat az-zaman (le Miroir du temps).
- Song Ci, médecin légiste et expert chinois actif durant la Dynastie Song.

date incertaine (vers 1186)
- Conrad Ier de Nuremberg, burgrave de Nuremberg.
- Djaghataï, fils de Gengis Khan, il est, dans le cadre de l'empire mongol, le khan des territoires situés autour de la mer d'Aral.

## Crédit d'auteurs
- Cet article est partiellement ou en totalité issu de l'article intitulé « 1186 » (voir la liste des auteurs).